# Marouane Troudi
Marouane Troudi, né le 22 février 1992 à Kairouan, est un footballeur tunisien évoluant au poste d'attaquant.

## Biographie
Il évolue d'abord au poste d'attaquant avec le Club athlétique bizertin. À la suite d'affaires de manipulation de matchs, Marouane Troudi est suspendu en août 2013.
Après un passage raté à l'Étoile sportive du Sahel, il signe un contrat de deux ans avec l'Union sportive monastirienne. En décembre 2017, il signe un contrat pour un an et demi avec l'Océano Club de Kerkennah, qu'il résilie en juin 2018.

## Clubs
- 2010-janvier 2013 : Jeunesse sportive kairouanaise (Tunisie)
- janvier 2013-janvier 2014 : Club athlétique bizertin (Tunisie)
- janvier-août 2014 : Étoile sportive du Sahel (Tunisie)
- août 2014-août 2015 : Union sportive monastirienne (Tunisie)
- août 2015-août 2017 : El Gawafel sportives de Gafsa (Tunisie)
- août-décembre 2017 : Olympique de Béja (Tunisie)[3]
- décembre 2017-juin 2018 : Océano Club de Kerkennah (Tunisie)

## Palmarès
- Coupe de Tunisie : 2012-2013, 2013-2014